# World Darts Trophy 2005
De Bavaria World Darts Trophy 2005 was de 4e editie van het internationale dartstoernooi World Darts Trophy, georganiseerd door de BDO, en werd gehouden van 3 september 2005 tot en met 11 september 2005 in de Vechtsebanen te Utrecht.

## Prijzengeld

### Mannen
Het totale prijzengeld bedroeg €172.000 (plus €?) en was als volgt verdeeld:
| Plaats        | Prijzengeld                             |
| ------------- | --------------------------------------- |
| Winnaar       | €45.000                                 |
| Runner-up     | €22.500                                 |
| Halvefinalist | €11.250                                 |
| Kwartfinalist | €6.000                                  |
| 2e ronde      | €3.000                                  |
| 1e ronde      | €2.000                                  |
| 9-darter      | Chevrolet TrailBlazer ter waarde van €? |

Degene met de hoogste check-out (uitgooi) kreeg €2.000:
- 164 - Gary Robson €2.000

### Vrouwen
Het totale prijzengeld bedroeg €35.500 (plus €?) en was als volgt verdeeld:
| Plaats        | Prijzengeld                             |
| ------------- | --------------------------------------- |
| Winnaar       | €15.000                                 |
| Runner-up     | €7.500                                  |
| Halvefinalist | €2.500                                  |
| Kwartfinalist | €1.750                                  |
| 9-darter      | Chevrolet TrailBlazer ter waarde van €? |

Degene met de hoogste check-out (uitgooi) kreeg €1.000:
- onbekend

## Alle wedstrijden

### Mannen

#### Voorronde (best of 5 sets)
| Per Laursen | 3 - 2 | Hans Blijs |

#### Eerste ronde (best of 5 sets)
| Paul Hogan                | 0 - 3 | Martin Atkins    |
| (1) Raymond van Barneveld | 3 - 2 | Gary Anderson    |
| Tony David                | 2 - 3 | Gary Robson      |
| (8) Tony Eccles           | 3 - 1 | Stephen Bunting  |
| Mike Veitch               | 3 - 1 | Robert Grant     |
| (5) Tony West             | 3 - 0 | Andy Fordham     |
| Co Stompé                 | 1 - 3 | John Walton      |
| (4) Ted Hankey            | 3 - 1 | André Brantjes   |
| Niels de Ruiter           | 3 - 2 | Mario Robbe      |
| (2) Martin Adams          | 3 - 1 | Brian Sørensen   |
| Robert Wagner             | 0 - 3 | Darryl Fitton    |
| (7) Vincent van der Voort | 3 - 1 | Marko Kantele    |
| Tony Martin               | 1 - 3 | Mareno Michels   |
| (6) Tony O'Shea           | 0 - 3 | Simon Whitlock   |
| Per Laursen               | 2 - 3 | Paul Hanvidge    |
| (3) Mervyn King           | 3 - 2 | Shaun Greatbatch |

#### Tweede ronde (best of 5 sets)
| Martin Atkins   | 3 - 0 | Raymond van Barneveld (1) |
| Gary Robson     | 3 - 2 | Tony Eccles (8)           |
| Mike Veitch     | 3 - 0 | Tony West (5)             |
| John Walton     | 3 - 2 | Ted Hankey (4)            |
| Niels de Ruiter | 1 - 3 | Martin Adams (2)          |
| Darryl Fitton   | 3 - 1 | Vincent van der Voort (7) |
| Mareno Michels  | 3 - 1 | Simon Whitlock            |
| Paul Hanvidge   | 1 - 3 | Mervyn King (3)           |

#### Kwartfinale (best of 9 sets)
| Martin Atkins    | 1 - 5 | Gary Robson     |
| Mike Veitch      | 5 - 4 | John Walton     |
| (2) Martin Adams | 5 - 2 | Darryl Fitton   |
| Mareno Michels   | 2 - 5 | Mervyn King (3) |

#### Halve finale (best of 9 sets)
| Gary Robson      | 5 - 0 | Mike Veitch     |
| (2) Martin Adams | 1 - 5 | Mervyn King (3) |

#### Finale (best of 11 sets)
| Gary Robson | 6 - 4 | Mervyn King (3) |

### Vrouwen

#### Kwartfinale (best of 3 sets)
| (1) Trina Gulliver     | 2 - 0 | Anastasia Dobromyslova |
| Karin Krappen          | 2 - 0 | Mieke de Boer          |
| (2) Francis Hoenselaar | 2 - 0 | Clare Bywaters         |
| Crissy Manley          | 1 - 2 | Jan Robbins            |

#### Halve finale (best of 3 sets)
| (1) Trina Gulliver     | 0 - 2 | Karin Krappen |
| (2) Francis Hoenselaar | 2 - 1 | Jan Robbins   |

#### Finale (best of 5 sets)
| Karin Krappen | 3 - 1 | Francis Hoenselaar (2) |

2002 ·
2003 ·
2004 ·
2005 ·
2006 ·
2007